# Bacon explosion

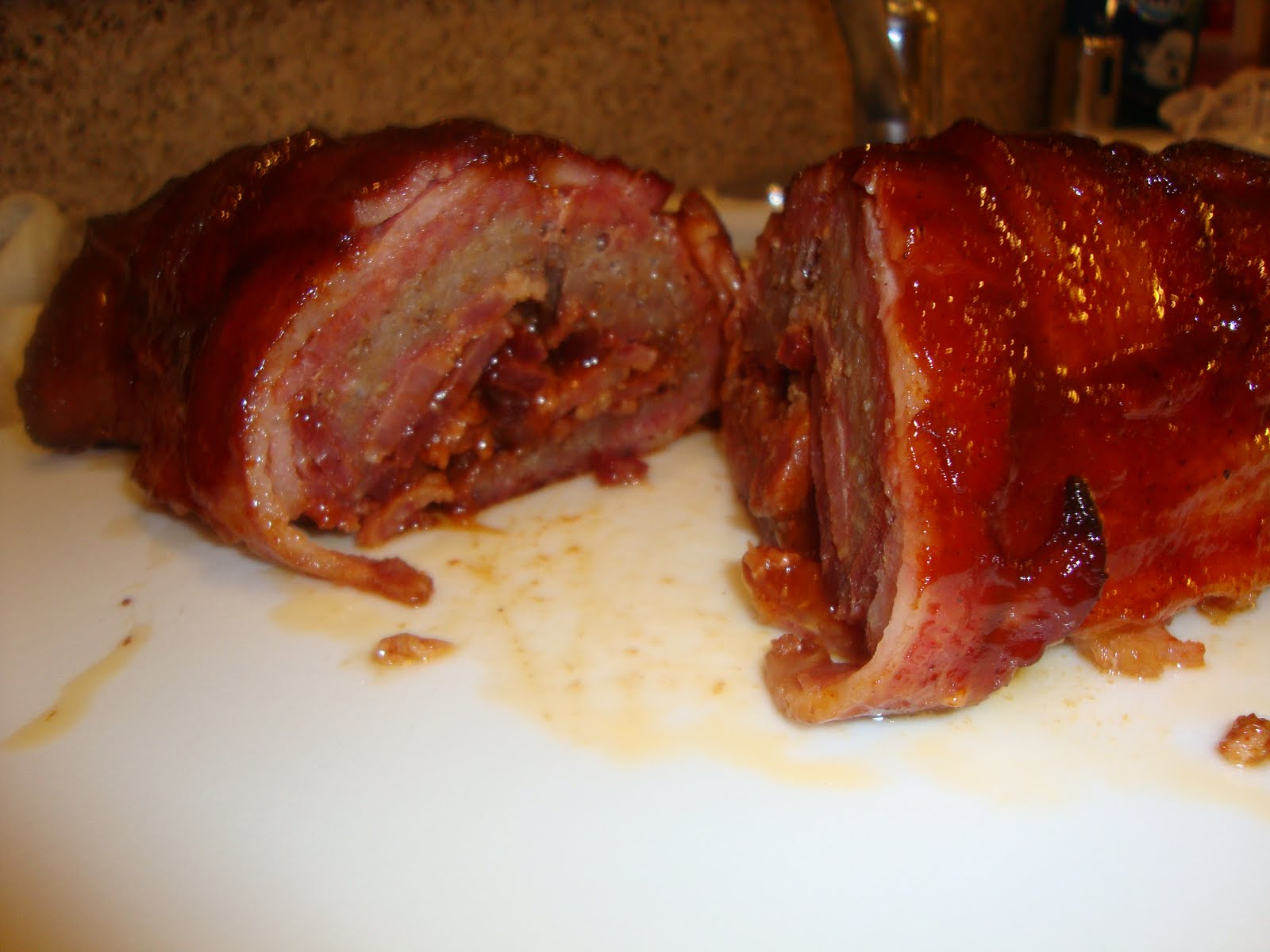
Bacon explosion cortado.

Un bacon explosion (‘explosión de panceta’) es un plato de cerdo consistente en panceta envuelta alrededor de un relleno de salchicha especiada y panceta desmenuzada. Se ahúma u hornea.

## Historia y origen
Jason Day y Aaron Chronister publicaron la receta en diciembre de 2008 en su blog BBQ Addicts, y se convirtió en un fenómeno en Internet, obteniendo más de 500,000 visitas y 16,000 enlaces, siendo incluso incluida en blogs políticos porque «a los republicanos les gusta la carne».
Los inventores son experimentados participantes de competiciones de barbacoa de Kansas City bajo el nombre de Burnt Finger BBQ team (‘equipo de Barbacoa Dedo Quemado’). Según el Telegraph, «idearon la delicia tras ser retados en Twitter a crear la receta de panceta definitiva.» Bautizaron al plato Bacon Explosion: The BBQ Sausage Recipe of all Recipes (‘Explosión de Panceta: La receta de salsa barbacoa de todas las recetas’).
El bacon explosion es parecido a diversas recetas publicadas anteriormente, y Day y Chronister no reclaman haber inventado el concepto. En diciembre de 2008, Headless Blogger publicó una receta de Ultimate Fattie (‘Grasa Definitiva’), que se hace con salchicha, pimiento chile, pepperoni y queso muenster enrollado en una rejilla de panceta. Este mejunje fue inspirada por el rollo de queso y panceta (de nuevo, en rejilla) publicado por un usuario en el blog Foodroll.

## Popularidad
La enorme popularidad de la receta ha logrado cobertura internacional. Aparte de Estados Unidos y Reino Unido, medios de comunicación alemanes y holandeses prestaron atención al fenómeno. Ha surgido cierta controversia sobre su alto contenido calórico y graso. Comentarios en importantes publicaciones sobre salud sugirieron rápidamente a platos como el bacon explosion como la razón por la que los estadounidenses son obesos; otro diario señaló que no es algo que un médico recomendaría. También ha sido citado como un ejemplo de uso de la Web 2.0 (Chronister es un publicitario de Internet).

## Preparación
Preparar un bacon explosion «exige el mínimo talento culinario» y la lista de ingredientes es corta. Se hace con 900 g de panceta cortada gruesa, 900 g de salchicha italiana, un bote de salsa barbacoa y un bote de especias para barbacoa.
Se elabora trenzando la panceta para lograr una base que se condimenta, disponiendo encima la salchicha en capas, espolvoreado con panceta desmigajada. Se añade salsa barbacoa, más especias de barbacoa, y se enrolla en un «monstruo con forma de salchicha». Necesita una hora de cocción por cada pulgada (2,5 cm) de grosor, untándolo luego con más salsa barbacoa y cortándolo antes de servir.
Un bacon explosion contiene como mínimo 5000 calorías y 500 g de grasa. Tras preparar una versión del plato, Andrew Vennari del San Francisco Food Examiner dijo que sabía mejor de lo esperado, «pero no aprendí el auténtico significado de la ‘explosión de panceta’ hasta el día siguiente».